# Atonurus guineensis
Atonurus guineensis är en insektsart som först beskrevs av Van Stalle 1987.  Atonurus guineensis ingår i släktet Atonurus och familjen kilstritar. Inga underarter finns listade i Catalogue of Life.